# Wilmersdorfer Straße
Wilmersdorfer Straße – ulica w Berlinie, w Niemczech, w dzielnicy Charlottenburg, w okręgu administracyjnym Charlottenburg-Wilmersdorf. Została wytyczona na początku XVIII wieku, liczy 1,9 km.
Przy ulicy znajduje się stacja metra linii U7 Wilmersdorfer Straße.